# Santa Magdalena (ort)
Santa Magdalena är en ort i Argentina.   Den ligger i provinsen Córdoba, i den centrala delen av landet, 500 km väster om huvudstaden Buenos Aires. Santa Magdalena ligger 158 meter över havet och antalet invånare är 4 059.
Terrängen runt Santa Magdalena är mycket platt. Runt Santa Magdalena är det mycket glesbefolkat, med 2 invånare per kvadratkilometer..
Trakten runt Santa Magdalena består till största delen av jordbruksmark.